# 坂尚駅
坂尚駅（はんしょうえき、閩南語:Poáⁿ-siōng tsām）は、中華人民共和国福建省廈門市湖里区金尚路と枋湖北二路の交差点にある、廈門軌道交通3号線の駅である。

## 歴史
- 2021年6月25日3号線の駅として開業。

## 駅構造

### のりば
| 番線 | 路線              | 方面                                    | 行先          |
| ---- | ----------------- | --------------------------------------- | ------------- |
|      | 廈門軌道交通3号線 | 火炬園・湖浜東路・曽厝垵・廈大南門 方面 | 沙坡尾 行き   |
|      | 廈門軌道交通3号線 | 東界・蔡厝・大嶝北・双滬 方面           | 翔安機場 行き |

## 隣の駅
廈門軌道交通
■3号線
安兜駅 - 坂尚駅 - 湖里創新園